# كنديون أردنيون
الكنديون الأردنيون هم الكنديون من أصل أردني  أو الأردنيون  الذين لديهم جنسية كندية .وفقًا لتعداد كندا لعام  2011 يوجد في كندا 9425 من الكنديين الذين نسبوا نفسهم لأصل أردني .